# Ligne d'Épinal à Strasbourg
Pour les articles homonymes, voir Ligne 18.
La ligne 18 (ancienne numérotation SNCF), d'Arches à Strasbourg, est la réunion de la liaison Arches - Saint-Dié par la vallée de la Vologne, initiée par une compagnie locale et une ligne « transvosgienne » d'après-guerre entre Saint-Dié et Strasbourg via la vallée de la Bruche.
Elle relie Épinal à Strasbourg en desservant au passage les sous-préfectures de Saint-Dié et Molsheim.
La dénomination « ligne 18 » désignait, au temps de la Compagnie des chemins de fer de l'Est, la liaison Lunéville -  Épinal par Saint-Dié (la ligne de Saint-Dié à Saales n'étant pas encore construite). 
Un raccordement stratégique existait à Saint-Dié, permettant d'éviter le rebroussement autrement nécessaire.